# Amphicerus teres
Amphicerus teres är en skalbaggsart som beskrevs av Horn 1878. Amphicerus teres ingår i släktet Amphicerus och familjen kapuschongbaggar. Inga underarter finns listade i Catalogue of Life.

## Bildgalleri

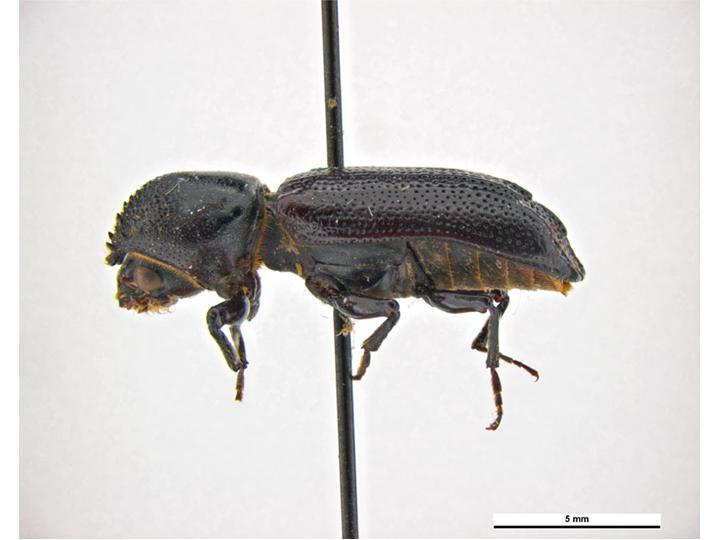